# ازدواج محرمانه
ازدواج محرمانه با ژانری طنز و با کارگردانی سحر ولدبیگی صورت گرفت و هرشب از شبکه‌های استانی پخش می‌شد در ۶۳ قسمت ۵۰ دقیقه‌ای پخش می‌شد.

## بازیگران
- نیما فلاح
- پریوش نظریه
- روزبه حصاری
- شیما نیکپور
- آناهیتا افشار
- هدایت هاشمی
- افشین هاشمی